# Підрокита
Підроки́та — заповідне урочище місцевого значення в Україні. Об'єкт природно-заповідного фонду Івано-Франківської області.
Розташоване на території Надвінянського району Івано-Франківської області, на південь від села Білі Ослави.
Площа — 34 га, Статус надано згідно з облвиконкому від 19.07.1988 року № 128. Перебуває у віданні ДП «Делятинський лісгосп» (Білоославське л-во, кв. 30, вид. 1, 4).
Статус присвоєно для збереження частини лісового масиву з еталоними насадженнями ялиці природного походження віком понад 100 років. Заповідне урочище розташоване у верхів'ях річки Ослава (притока Пруту).